# Sitrah
Sitra (en árabe سترة) es una isla de Baréin, justo al este de la isla de Baréin, con la que está comunicada por la Calzada de Sitra. Se encuentra al sur de Manama y de la isla Nabih Saleh. La mayoría de su población es chiita. Según cálculos tiene cerca de 42.000 habitantes.

## Características
La isla estaba cubierta de palmas datileras y de cultivos, irrigadas por varias fuentes de agua fresca, y su economía se basaba en la pesca y en la agricultura. En la costa oeste había manglares, que en la actualidad han desaparecido por completo debido a un marcado proceso de deforestación y de contaminación ambiental.
La isla en su conjunto se ha consagrado a las actividades industriales. Las reservas de petróleo de la empresa estatal Bapco se encuentran allí, e incluso sirve como centro de exportación de los pozos situados en el noreste de Arabia Saudita.

## Municipio de Sitra

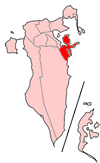
Mapa de Baréin con el municipio de Sitrah.

Hasta 2002 también fue un municipio de los doce (luego once) que conformaban Baréin, y comprendía la isla así como tres poblados situados en la costa de la isla de Baréin: Ma'ameer, Eker y Nuwaidrat.